# Paul Dunlap
Pour les articles homonymes, voir Dunlap.

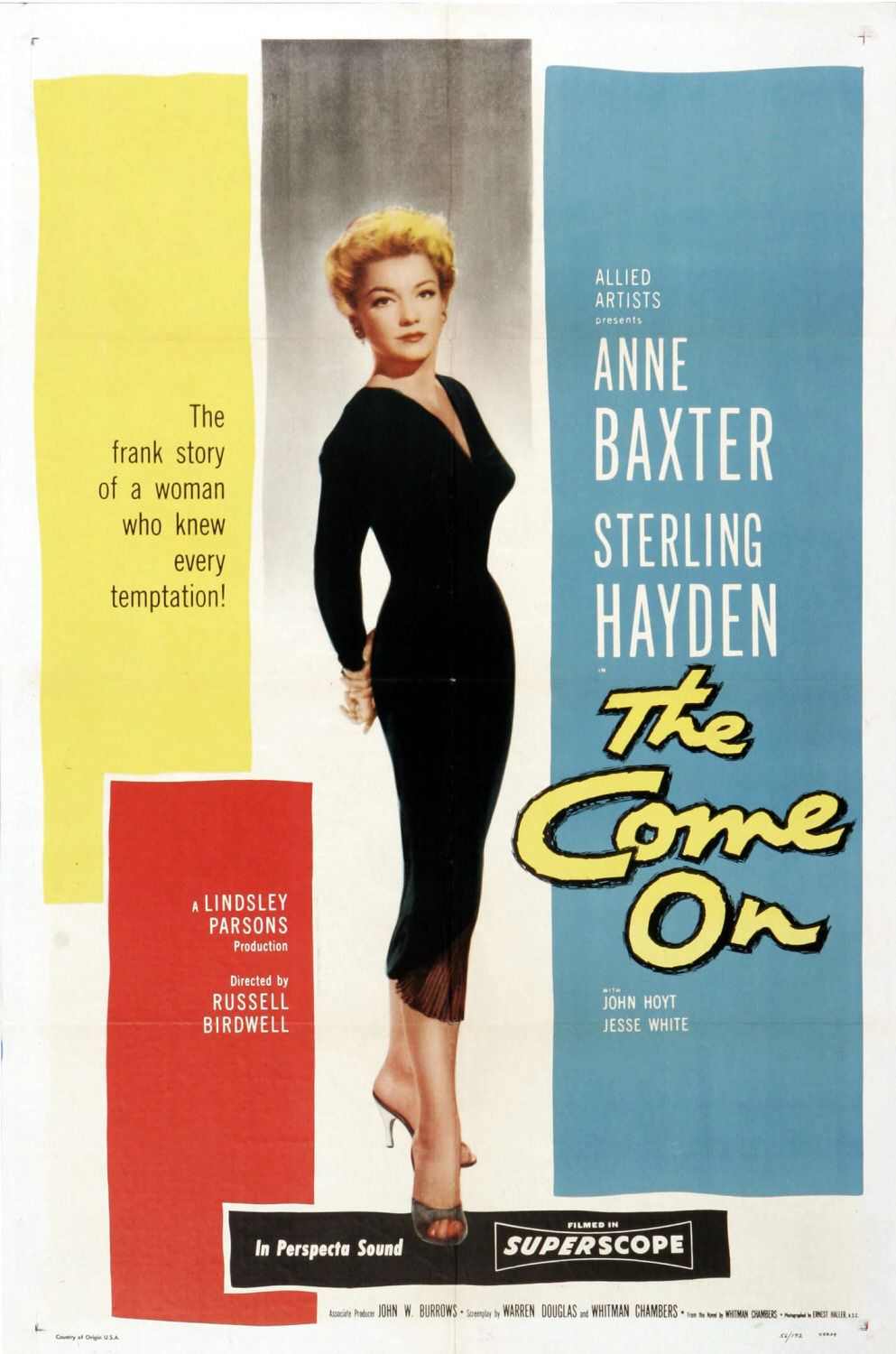
Affiche d’Infamie (1956)

(William) Paul Dunlap, né le 19 juillet 1919 à Springfield (Ohio) et mort le 11 mars 2010 à Palm Springs (Californie), est un compositeur, chef d'orchestre et arrangeur américain.

## Biographie
Paul Dunlap étudie la musique notamment avec Nadia Boulanger, Arnold Schönberg et Ernst Toch, puis devient à Hollywood un compositeur de musiques de films, contribuant à ce titre (il est également chef d'orchestre et arrangeur) à cent-treize films américains (en particulier dans les genres du western et du film d'horreur).
Son premier film est Le Baron de l’Arizona de Samuel Fuller (1950). Suivent entre autres Le Pacte des tueurs d'Howard W. Koch (1955), Meurtrière ambition de Gerd Oswald (1957), Shock Corridor de Samuel Fuller (1963), ou encore Cyborg 2087 de Franklin Adreon (1966).
Quasiment retiré de l'industrie cinématographique après deux films sortis en 1968, il compose toutefois une ultime musique de film pour Gorp de Joseph Ruben (1980).
À la télévision américaine, outre un téléfilm de 1963, il collabore comme compositeur à quinze séries entre 1952 et 1959, dont Schlitz Playhouse of Stars (trois épisodes, 1955-1956) et Gunsmoke (un épisode, 1959).
En dehors de l'écran, on doit à Paul Dunlap quelques autres œuvres, dont une Ballet-Sonata pour piano (1977), un concerto pour piano et jazz band (1978) et l'opéra Elektra XI (1983).

## Filmographie partielle

### Comme compositeur

#### Cinéma
- 1950 : Le Baron de l’Arizona (The Baron of Arizona) de Samuel Fuller
- 1951 : La Rivière de la mort (Little Big Horn) de Charles Marquis Warren
- 1951 : J'ai vécu l'enfer de Corée (The Steel Helmet) de Samuel Fuller
- 1951 : Lost Continent de Sam  Newfield
- 1952 : Big Jim McLain d'Edward Ludwig
- 1952 : Hellgate de Charles Marquis Warren
- 1952 : Violence à Park Row (Park Row) de Samuel Fuller
- 1952 : La Madone du désir (The San Francisco Story) de Robert Parrish
- 1953 : Jack Slade le damné (Jack Slade) d'Harold D. Schuster
- 1953 : Les Tuniques rouges (Fort Vengeance) de Lesley Selander
- 1954 : La Vengeance de Scarface (Cry Vengeance) de Mark Stevens
- 1954 : Le Bouclier du crime (Shield for Murder) d'Edmond O'Brien et Howard W. Koch
- 1954 : Mardi, ça saignera (Black Tuesday) d'Hugo Fregonese
- 1954 : Les Géants du cirque (Ring of Fear) de James Edward Grant
- 1954 : Objectif Terre (Target Earth) de Sherman A. Rose
- 1954 : Dragonfly Squadron de Lesley Selander
- 1955 : Le Pacte des tueurs (Big House, U.S.A.) d'Howard W. Koch
- 1955 : Fort Yuma de Lesley Selander
- 1955 : Le juge Thorne fait sa loi (Stranger on Horseback) de Jacques Tourneur
- 1956 : Infamie (The Come On) de Russell Birdwell
- 1956 : Crime Against Joe de Lee Sholem
- 1956 : Strange Intruder d'Irving Rapper
- 1956 : Frontier Gambler de Sam Newfield
- 1957 : Le Secret des eaux mortes (Lure of the Swamp) d'Hubert Cornfield
- 1957 : I Was a Teenage Frankenstein d'Herbert L. Strock
- 1957 : Le Repaire de l'aigle noir (Oregon Passage) de Paul Landres
- 1957 : Meurtrière ambition (Crime of Passion) de Gerd Oswald
- 1957 : La Poursuite fantastique (Dragoon Wells Massacre) d'Harold D. Schuster
- 1958 : Frankenstein contre l'homme invisible (Frankenstein 1970) d'Howard W. Koch
- 1958 : How to Make a Monster d'Herbert L. Strock
- 1959 : Les Comanches passent à l'attaque (The Oregon Trail) de Gene Fowler Jr.
- 1959 : The Rebel Set de Gene Fowler Jr.
- 1960 : Walk Like a Dragon de James Clavell
- 1960 : Desire in the Dust de William F. Claxton
- 1961 : Traquées par les Japs (Seven Women from Hell) de Robert D. Webb
- 1962 : Les Trois Stooges contre Hercule (The Three Stooges Meet Hercules) d'Edward Bernds
- 1962 : The Three Stooges in Orbit d'Edward Bernds
- 1963 : Shock Corridor de Samuel Fuller
- 1964 : La diligence partira à l'aube (Stage to Thunder Rock) de William F. Claxton
- 1964 : Furie sur le Nouveau-Mexique (Young Fury) de Christian Nyby
- 1964 : Police spéciale (The Naked Kiss) de Samuel Fuller
- 1965 : Les Trois Stooges contre les hors-la-loi (The Outlaws Is Coming) de Norman Maurer
- 1966 : Cyborg 2087 de Franklin Adreon
- 1968 : The Destructors (en) de Francis D. Lyon
- 1980 : Gorp de Joseph Ruben

#### Télévision
(séries)
- 1955-1956 : Schlitz Playhouse of Stars, saison 5, épisode 13 Christmas Guest (1955) de Jus Addiss, épisode 28 Angels in the Sky (1956) et épisode 30 The Mysterious Cargo (1956) de Jus Addiss
- 1959 : Gunsmoke ou Police des plaines (Gunsmoke ou Marshal Dillon), saison 5, épisode 9 Brother Whelp de R. G. Springsteen